# 麻雀飯店
《麻雀酒店》是日本漫畫家山東ユカ以四格漫畫形式創作的日本漫畫作品，分別於2005年、2006年及2008年7月在竹書房所發行的四格漫畫雜誌單篇刊登，2008年12月起在《Manga Life》（まんがライフ）連載，2010年集結成單行本出版，並於2013年4月起推出3分鐘的電視動畫。

## 概要
本作以在鬧區裡面設立的商務旅館「麻雀飯店」擔任櫃台工作的武鬥派旅館職員佐藤小百合為主角的故事。作者有位在飯店任職的朋友常分享工作上的逸聞，他以這些逸聞為題材畫成四格漫畫。

## 登場人物
佐藤小百合（聲：茅原實里）
麻雀飯店的新進員工，擔任櫃台工作。外表漂亮、身材有如模特兒並擁有巨乳，是容易讓男性為之傾心的女性。但她卻有一身強大的功夫及巨大的力氣，有著可將人秒殺的能力，有从事暗杀类的经验，因此常幫旅館排除酒醉客鬧事等狀況。因為是新人，客人多時常會手忙腳亂。
塩川環（聲：长嶋阳香）
麻雀飯店的主任，擔任櫃台工作，她的身材嬌小但工作十分精明幹練。
御園（聲：岸尾大輔）
大學生，在麻雀飯店打工，擔任大夜班櫃台工作。
塩川（兄）（聲：小野大輔）
麻雀飯店的營業部長，是塩川環的哥哥。他是重度的妹控。
古城優（聲：結城飛鳥）
任職於麻雀飯店的服務部，常喬裝成顧客住進飯店進行評鑑工作。
酒井（聲：森嶋秀太）
十分思念小百合的酒店常客。

## 单行卷
| 卷数 | ISBN                             | 发售时间       | 备注           |
| ---- | -------------------------------- | -------------- | -------------- |
| 1    | ISBN 978-4-8124-7277-4           | 2010年6月10日  |                |
| 2    | ISBN 978-4-8124-7675-8（通常版） | 2010年11月10日 |                |
| 2    | ISBN 978-4-8124-7611-6（特典版） | 2010年11月10日 | 附送立体鼠标垫 |
| 3    | ISBN 978-4-8124-8147-9           | 2013年5月1日   |                |

## 动画
2013年4月开始在AT-X、KBS京都、埼玉电视台播放。AT-X在每集動畫後播放『スパロウズホテル ご利用の前に』。由茅原実里和長嶋阳香演出，池上真彦擔任旁白。而KBS京都和埼玉电视台則在每集動畫後和之前的『漫研社』一樣，播放『柴犬子小姐情報corner』。
2013年4月16日官方网站宣布，由于作画崩坏表示歉意，启用いまざきいつき作为新的监督等新的工作人员负责剩下的话数和DVD版。原有话数将全部免费播放，但不久撤销了免费播放的消息。

### 工作人员
第1～6话
- 原作：山東ユカ
- 監督：中村哲治
- 人物设定：草刈大介
- 音响監督：大室正勝
- 动画制作公司：ドリームクリエイション
- 动画制作：HOTLINE
- 音响制作：DAX International Inc.（日语：ダックスインターナショナル）
- 制作委员会：武闘派フロント係

第7话后
- 監督，编剧，人物设定，分镜，导演，作画：
- 美术監督：太田香
- 摄影監督：堀川和人
- 色彩設計：有尾由紀子
- 編集：堀川和人、いまざきいつき
- 音響監督：大室正勝
- 音响効果：風間結花
- 制作公司：ドリームクリエイション
- 动画制作：HOTLINE
- 音响制作：ダックスプロダクション
- 制作委员会：武闘派フロント係

### 主题曲
オープニングテーマ「Welcome to Sparrow's Hotel」
作詞：kato.yoshihal（Electro.muster），作曲、編曲：Taishi（Electro.muster） ，演唱：佐藤小百合（茅原実里）&塩川環（長嶋阳香）

### 各话列表
| 话数    | 日文标题 |         |
| SEASON1 | SEASON1  | SEASON1 |
| ------- | -------- | ------- |
| 第1話   |          |         |
| 第2話   |          |         |
| 第3話   |          |         |
| 第4話   |          |         |
| 第5話   |          |         |
| 第6話   |          |         |
| SEASON2 |          |         |
| 第7話   |          |         |
| 第8話   |          |         |
| 第9話   |          |         |
| 第10話  |          |         |
| 第11話  |          |         |
| 第12話  |          |         |

### 播放电视台
日本深夜動畫：下文記載的日本国内播放時間使用日本標準時間（UTC+9）表示。因為部分時間标识會採用30小时制，因此請留意这类超过24:00的时间，其實際播放時間為翌日清晨。
| 播放地區 | 播放電視台 | 播放日期               | 播放時間（UTC+9）    | 所屬聯播網 | 備註   |
| -------- | ---------- | ---------------------- | -------------------- | ---------- | ------ |
| 日本全國 | AT-X       | 2013年4月9日 - 6月25日 | 星期二 20:25 - 20:30 | 衛星電視   | 有重播 |
| 京都府   | KBS京都    | 2013年4月9日 - 6月25日 | 星期二 25:30 - 25:35 | 独立UHF局  |        |
| 埼玉县   | 埼玉电视台 | 2013年4月11日 -6月27日 | 星期四 25:00 - 25:05 | 独立UHF局  |        |
| 日本全國 | 萬代頻道   | 2013年4月12日 -6月28日 | 星期五 12ː00 更新    | 網路電視   |        |

| KBS京都 星期二 25時30分 - 25時35分 節目 | KBS京都 星期二 25時30分 - 25時35分 節目 | KBS京都 星期二 25時30分 - 25時35分 節目 |
| --------------------------------------- | --------------------------------------- | --------------------------------------- |
|                                         | 麻雀飯店 （2013年4月9日 - 6月25日）     |                                         |
| 漫研社                                  | 直笛與背包Mi☆                           |                                         |

## 外部連結
- 動畫官方網站（日語）
- 麻雀飯店（漫畫）在動畫新聞網百科全書中的資料（英文）
- 麻雀飯店（動畫）在動畫新聞網百科全書中的資料（英文）